# Auteursrecht (België)
Auteursrecht is het inherente recht van de maker of een eventuele rechtverkrijgende van een werk van literatuur, wetenschap of kunst om te bepalen hoe, waar en wanneer het werk wordt openbaar gemaakt of verveelvoudigd. Wanneer anderen het werk openbaar maken of verveelvuldigen hebben zij daarvoor in beginsel de toestemming van de rechthebbende nodig, tenzij een wettelijk geregelde uitzondering op deze handeling van toepassing is.
De basis van de Belgische auteursrechtregeling is sinds 1 januari 2015 Hoofdstuk 2 van Titel 5 van Boek XI van het Wetboek van economisch recht. Daarvoor was het auteursrecht geregeld in de wet van 30 juni 1994 betreffende het auteursrecht en de naburige rechten. De wet beschermt letterkundige werken en kunstwerken (waaronder ook foto's, video en audio-opnamen). Overeenkomstig de Berner Conventie, waarvan de laatste herziening in België op 25 maart 1999 in een wettekst is omgezet, is de bovenvermelde uitbreiding van het werkingsgebied ook in België gangbaar.

## Basisvereisten
Er zijn twee basisvereisten. Vooreerst moet de creatie gematerialiseerd zijn zodat ze aan derden meegedeeld kan worden. Een idee of theorie kan zonder notatie niet beschermd worden door het auteursrecht. Ook moet het een originele creatie zijn, met een intellectuele bijdrage van de auteur. Officiële overheidsakten, zoals wetteksten en rechterlijke vonnissen, zijn uitgesloten van auteursrechtbescherming (artikel XI.172 §2). Het beheer van de auteursrechten is in België in handen van Sabam, Unisono en SIMIM. Daarnaast worden nog kopieerrechten geïnd door Auvibel en Reprobel.
Registratie of depot is niet noodzakelijk, maar kan gebeuren bij registratiebureaus van de FOD Financiën of een notaris. Deze twee methodes verlenen een rechtsgeldige vaste datum aan de creatie. Het Benelux-Bureau voor de Intellectuele Eigendom en sommige privéorganisaties maken ook een registratie mogelijk, waar de rechter de bewijskracht van kan beoordelen.

## Duur van het auteursrecht
Auteursrechtelijke bescherming is tijdelijk. Nadat het auteursrecht verlopen is wordt een auteursrechtelijk beschermd werk publiek domein. Er is dan geen toestemming meer nodig van de maker.
Voor werken van literatuur, wetenschap of kunst waarvan de makers bekend zijn duurt het auteursrecht tot en met 70 jaar na de dood van de laatstlevende maker. Bij meerdere makers van een werk geldt dat het werk van de ene maker niet te onderscheiden moet zijn van het werk van een andere maker. Bij een boek met illustraties kan het auteursrecht op de tekst op een ander moment verlopen dan op de illustraties, wanneer deze door verschillende makers gemaakt zijn.
Voor werken waarvan de makers anoniem of pseudoniem zijn duurt het auteursrecht tot en met 70 jaar na eerste rechtmatige openbaring. Deze regel geldt ook wanneer een rechtspersoon is aangemerkt als de maker van een werk. Dit geldt bijvoorbeeld in Nederland voor werken die in dienstverband zijn gemaakt.
Wanneer een werk nooit gepubliceerd is gedurende deze periodes krijgt de (rechts)persoon die het werk voor het eerst publiceert 25 jaar bescherming zoals deze onder het vermogensrecht van het auteursrecht beschreven is.
Aanverwante rechten zoals databankenrecht of naburige rechten, de rechten van uitvoerend kunstenaars en producers van films en muziek, hebben een eigen duur die onafhankelijk van het auteursrecht loopt.

## Redelijkheid en motivatie
In een arrest van de Ondernemingsrechtbank van Gent werd Kortom vzw in november 2021 in het gelijk gesteld dat er ten onrechte een licentienota aangerekend werd, omdat Permission Machine onvoldoende kon aantonen dat het copyright inderdaad was geschonden, dat ze een mandaat hadden om op te treden als rechtenhebber en omdat ze onbewezen kosten aanrekenden. In het vonnis was sprake van auteursrechttrol.

## Uitzonderingen
Uitzondering op het auteursrecht zijn geregeld in het Belgisch wetboek van economisch recht (Boek XI). Deze zijn in Europa geharmoniseerd via artikel 5 van de 'richtlĳn betreffende de harmonisatie van bepaalde aspecten van het auteursrecht en de naburige rechten in de informatiemaatschappĳ' (2001/29/EG).
Uitzonderingen en beperkingen op het auteursrecht moeten aan de Berner driestappentoets voldoen.
Bestaande uitzonderingen op het Belgisch auteursrecht zijn:
- Tijdelijke reproductiehandelingen (Artikel XI.189. §3 en Artikel XI.217 8° voor naburige rechten)
- Foto-reproductie (Artikel XI.190 5°, 6°)
- Privé-kopie (Artikel XI.190 3° en 9°)
- Reproducties door bibliotheken, archieven en musea (Artikel XI.190 12°,13°,17°)
- Kortstondige opnames gemaakt door omroepen (Artikel XI.190 14°)
- Reproductie of uitzendingen door sociale instellingen (Artikel XI.190 17°)
- Illustraties voor onderwijs of wetenschappelijk onderzoek (Artikel XI.189 §2 , Artikel XI.190 4° , Artikel XI.190 6°, 7°, 8° )[8]
- Gebruik ten behoeve van mensen met een handicap (Artikel XI.190 15°)
- Rapportage door de pers over actuele gebeurtenissen (Artikel XI.190 15°)
- Citaten voor kritiek of beoordeling, het citaatrecht (Artikel XI.189 §1)
- Gebruik van openbare toespraken en openbare lezingen (Artikel XI.189 §2)
- Gebruik van werken of architectuur of sculpturen in openbare ruimtes (Artikel XI.190 2°)
- Gebruik voor reclame voor de tentoonstelling of verkoop van kunstwerken (Artikel XI.190 §16)
- Gebruik ten behoeve van karikatuur, parodie of pastiche (Artikel XI.190 10°)
- Gebruik ten behoeve van onderzoek of privé-onderzoek (Artikel XI.192)
- Panoramavrijheid

Daarnaast zijn er enkele uitzonderingen die bestonden voordat de richtlijn geïmplementeerd werd in artikelen XI.189 §3, XI.190 11°, en XI.190 16°

## Beheersvennootschappen
Remuneratie voor het gebruik van auteursrechtelijk beschermd materiaal wordt o.a. ingevorderd en beheerd door beheersvennootschappen (onafhankelijke beheersentiteiten). Hieronder vallen onder andere:
- SABAM
- Unisono